# Бартелсо (Іллінойс)
Бартелсо (англ. Bartelso) — селище (англ. village) в США, в окрузі Клінтон штату Іллінойс. Населення — 635 осіб (2020).

## Географія
Бартелсо розташоване за координатами 38°32′14″ пн. ш. 89°28′3″ зх. д. / 38.53722° пн. ш. 89.46750° зх. д. (38.537283, -89.467571).  За даними Бюро перепису населення США в 2010 році селище мало площу 0,99 км², уся площа — суходіл. В 2017 році площа становила 1,04 км², уся площа — суходіл.

## Демографія
Згідно з переписом 2010 року, у селищі мешкало 595 осіб у 215 домогосподарствах у складі 165 родин. Густота населення становила 599 осіб/км².  Було 225 помешкань (226/км²).
Расовий склад населення:
| - 98,5 % — білих - 0,7 % — чорних або афроамериканців |

До двох чи більше рас належало 0,3 %. Частка іспаномовних становила 0,8 % від усіх жителів.
За віковим діапазоном населення розподілялося таким чином: 25,5 % — особи молодші 18 років, 62,1 % — особи у віці 18—64 років, 12,4 % — особи у віці 65 років та старші. Медіана віку мешканця становила 37,5 року. На 100 осіб жіночої статі у селищі припадало 103,1 чоловіків;  на 100 жінок у віці від 18 років та старших — 99,5 чоловіків також старших 18 років.
Середній дохід на одне домашнє господарство  становив 84 468 доларів США (медіана — 82 083), а середній дохід на одну сім'ю — 95 320 доларів (медіана — 89 688). Медіана доходів становила 50 962 долари для чоловіків та 38 365 доларів для жінок. За межею бідності перебувало 1,3 % осіб, у тому числі 0,0 % дітей у віці до 18 років та 7,3 % осіб у віці 65 років та старших.
Цивільне працевлаштоване населення становило 373 особи. Основні галузі зайнятості: освіта, охорона здоров'я та соціальна допомога — 23,3 %, роздрібна торгівля — 13,4 %, фінанси, страхування та нерухомість — 10,7 %, будівництво — 10,7 %.